# Fronteira China–Tajiquistão
A fronteira entre a República Popular da China e o Tajiquistão é a linha que de 414 km de extensão, sentido norte-sul, que separa o leste do Tajiquistão (província de Gorno-Badaquexão) do território da R.P da China (província de Sinquião) Ao norte há a tríplice fronteira China-Tajiquistão-Quirguistão e no sul o ponto triplo é dos dois países com o estreito corredor da província de Badaquexão - Afeganistão.

## História

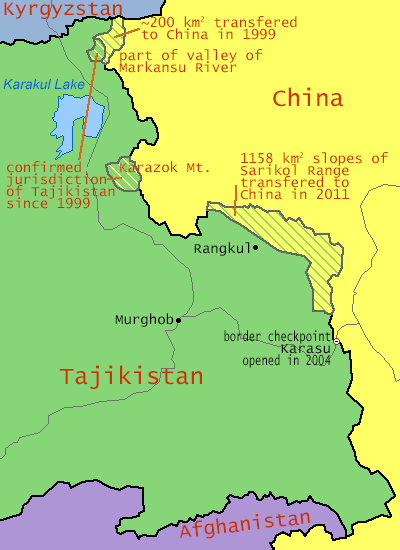
Mudanças na fronteira entre a China (amarelo) e o Tajiquistão (verde).

O Tajiquistão foi anexado ao Império Russo em 1868. Entre 1917 e 1921 os Tajiques lutaram contra o Exército Vermelho, mas o país foi anexado à URSS em 1929. Essa fronteira era apenas uma parte da longa fronteira entre a China e a União Soviética, que ia do Afeganistão até à Mongólia. O Tajiquistão obteve a independência em 1991 com a dissolução da União Soviética. É dessa data a oficialização da fronteira como individual, de uma nação independente, com a República Popular da China. 
Quando o Tajiquistão se tornou independente em 1991, herdou uma seção da fronteira China-URSS. Essa fronteira seguiu a divisão da bacia de drenagem entre o rio Amu Dário e o rio Iarcanda até chegar a Marcansu. 
Em 2011, o Tajiquistão ratificou um acordo de 1999 (e um acordo suplementar de 2002) para ceder 200 km2 e 1.122 km2, respectivamente  de terras nas Montanhas Pamir para a República Popular da China, terminando uma disputa de 130 anos. No tratado, a China também renunciou às reivindicações de mais de 28.000 km2 do território do Tajiquistão.  As atitudes dos tajiques em relação ao tratado de fronteira variaram significativamente entre os diferentes grupos de interesse, oscilando entre oposição explícita a apoio explícito. 
Em julho de 2020, a publicação repetida de um artigo de Cho Yao Lu na mídia doméstica chinesa sugerindo que o Tajiquistão deveria dar mais terras à China foi recebida com forte desaprovação no Tajiquistão e na Rússia. 